# Jordi Villacorta Garcia
Villacorta  Garcia est un nom espagnol. Le premier nom de famille, en général paternel, est Villacorta ; le second, en général maternel, souvent omis, est Garcia.
Jordi Villacorta Garcia, né le 14 février 1949 à Barcelone et mort le 15 août 2018 dans la même ville, est un joueur espagnol de rink hockey des années 1970 et 1980
.

## Carrière
Jordi Villacorta Garcia commence à pratiquer le hockey à la Salle Bonanova, en passant ensuite dans les équipes jeunes du FC Barcelone, club où il joue le reste de sa carrière sportive Déjà dans les petites catégories il excelle, en gagnant un championnat d'Espagne avec le Barcelone (1967), et deux d'Europe avec la sélection espagnole À partir de 1969, il accède à l'équipe première, où il connait une époque dorée avec de nouveaux titres, avec 9 coupes d'Europe, 8 ligues ou 5 coupes espagnoles, parmi ses principaux titres. Il prend sa retraite en 1984.
Avec la sélection espagnole, il joue entre 1971 et 1980 et il gagne deux championnats du Monde et un d'Europe.

## Palmarès
FC Barcelone
- Coupe d'Europe :
  - 1972-73, 1973-74, 1977-78, 1978-79, 1979-80, 1980-81, 1981-82, 1982-83, 1983-84
- Coupe Continentale :
  - 1979-80, 1980-81, 1981-82, 1982-83, 1983-84
- Coupe Intercontinental :
  - 1983
- Ligue d'Espagne :
  - 1973-74, 1976-77, 1977-78, 1978-79, 1979-80, 1980-81, 1981-82, 1983-84,
- Coupe d'Espagne :
  - 1972, 1975, 1978, 1979,1981

Espagne
- Championnat du Monde :
  - 1972, 1980
- Championnat d'Europe :
  - 1979
- Coupe des Nations :
  - 1980
- Championnat d'Europe Junior :
  - 1966, 1968